# 伊東昭夫
伊東 昭夫（いとう あきお, 1947年1月12日 - ）は、日本の元俳優。三朋プロに所属していた。主に東映のテレビドラマに出演した。

## 出演作品

### 映画
- 血と砂（1965年、東宝・三船プロ） - 渡
- 現代やくざ 与太者の掟（1969年、東映）
- 津軽絶唱（1969年、東宝）

### テレビドラマ
- 特別機動捜査隊（NET・東映テレビプロ→東映）
  - 第284話「こどもの暦」（1967年） - 正男
  - 第345話「濁った大都会の天使」（1968年） - 竹中
  - 第357話「情炎譜」（1968年）
  - 第519話「真実の報酬」（1971年） - 西山
- 白い巨塔（1967年、NET・東映テレビプロ）
- ジャイアントロボ（1967年 - 1968年、NET・東映） - 南十郎
- 河童の三平 妖怪大作戦 第17話「妖怪顔なし」（1969年、NET・東映） - トシキ
- フラワーアクション009ノ1 第7話「フランシーヌへ愛をこめて」（1969年、フジテレビ・東映）※伊東昭雄名義
- おくさまは18歳 第6話「結婚してくれですって」（1970年、TBS・大映テレビ室）
- ザ・ガードマン 第240話「生きては帰れぬ地獄トリデ」（1970年、TBS・大映テレビ室）
- 柔道一直線 第80話「必殺技・まんじ崩し -協同生活とはなにか-」（1971年、TBS・東映） - 吉本キャプテン
- 刑事くん 第7話「ドタ靴ポルカ」（1971年、TBS・東映）
- プレイガール 第154話「憎っくき奴!! 汝の名は男なり」（1972年、東京12チャンネル・東映）